# Głupi Żleb

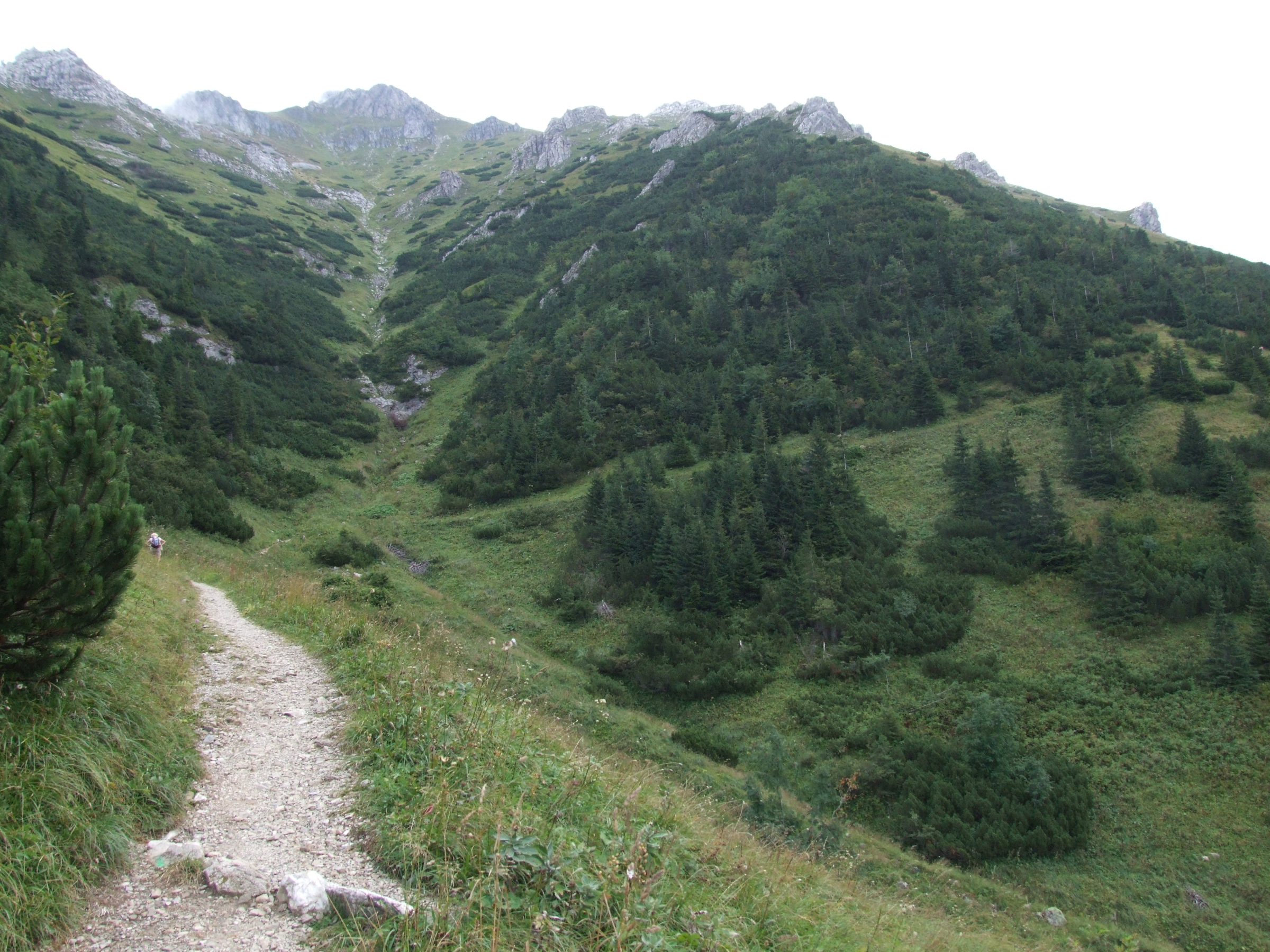
Szlak turystyczny przekraczający Głupi Żleb

Głupi Żleb – żleb w słowackich Tatrach Bielskich. Opada z południowo-zachodnich zboczy Szalonego Wierchu do Doliny Zadnich Koperszadów. Główna jego odnoga podchodzi pod Szalony Przechód. W górnej części żleb rozgałęzia się na kilka ramion. orograficznie prawe ramię od Szerokiej Przełęczy Bielskiej i Koperszadzkiego Żlebu oddziela grzęda opadająca na zachód z grani głównej Tatr Bielskich. Jest mało stroma, wyrasta około 50 m na południowy wschód od Szerokiej Przełęczy
Nazwa tego żlebu jest jedyną pozostałością po dawnej nazwie Szalonego Wierchu (Głupi Wierch). Dolną część żlebu na wysokości około 1650 m przecina znakowany szlak turystyczny wiodący na Przełęcz pod Kopą. Wszystkie ramiona żlebu łączą się około 30 m poniżej tego szlaku.

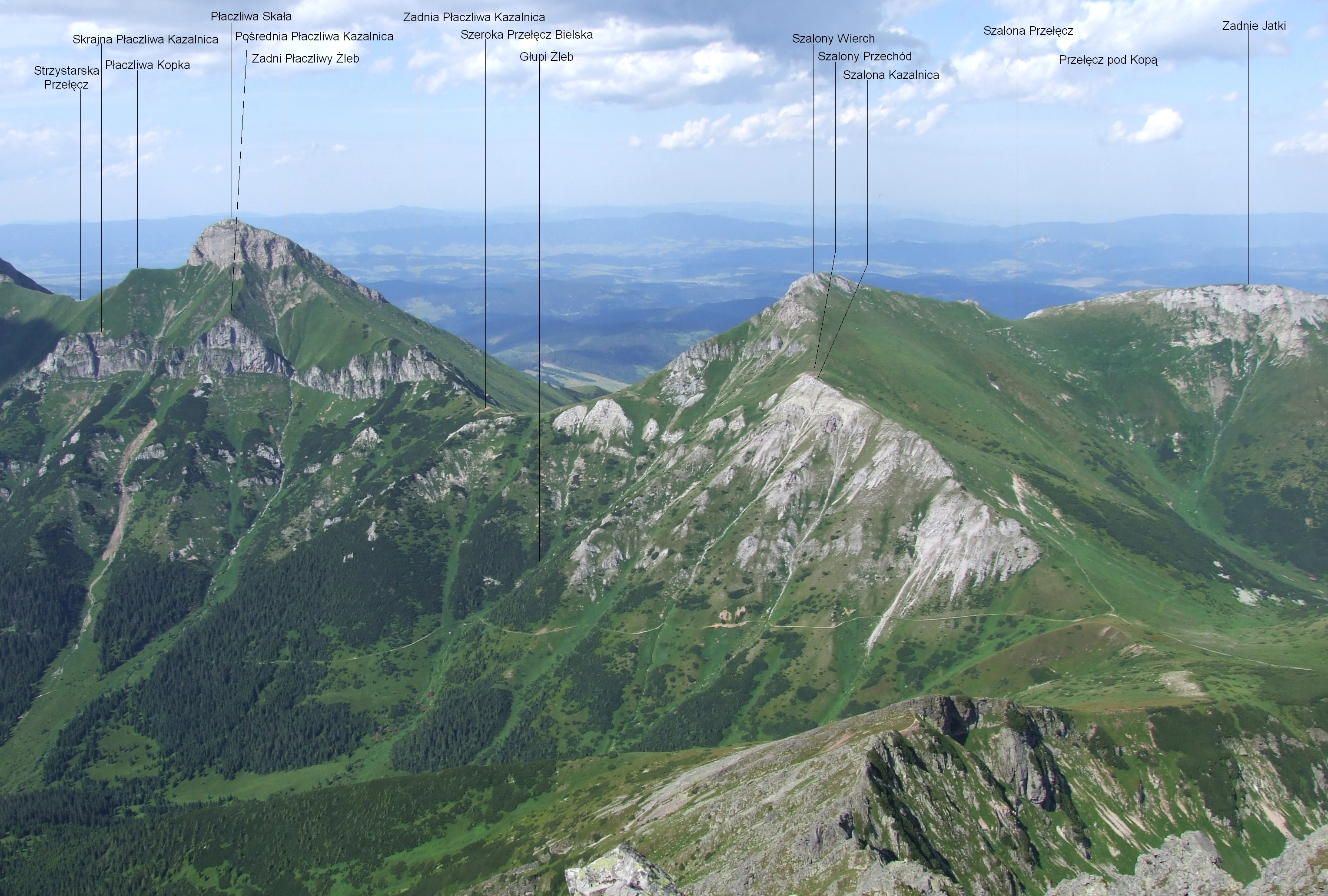
Widok z Jagnięcego Szczytu

## Szlak turystyczny
– od Rozdroża pod Muraniem przez Polanę pod Muraniem (Gałajdówkę) i Zadnią Koperszadzką Pastwę na Przełęcz pod Kopą. Czas przejścia: 2:30 h, ↓ 2 h